# Арест Иисуса Христа

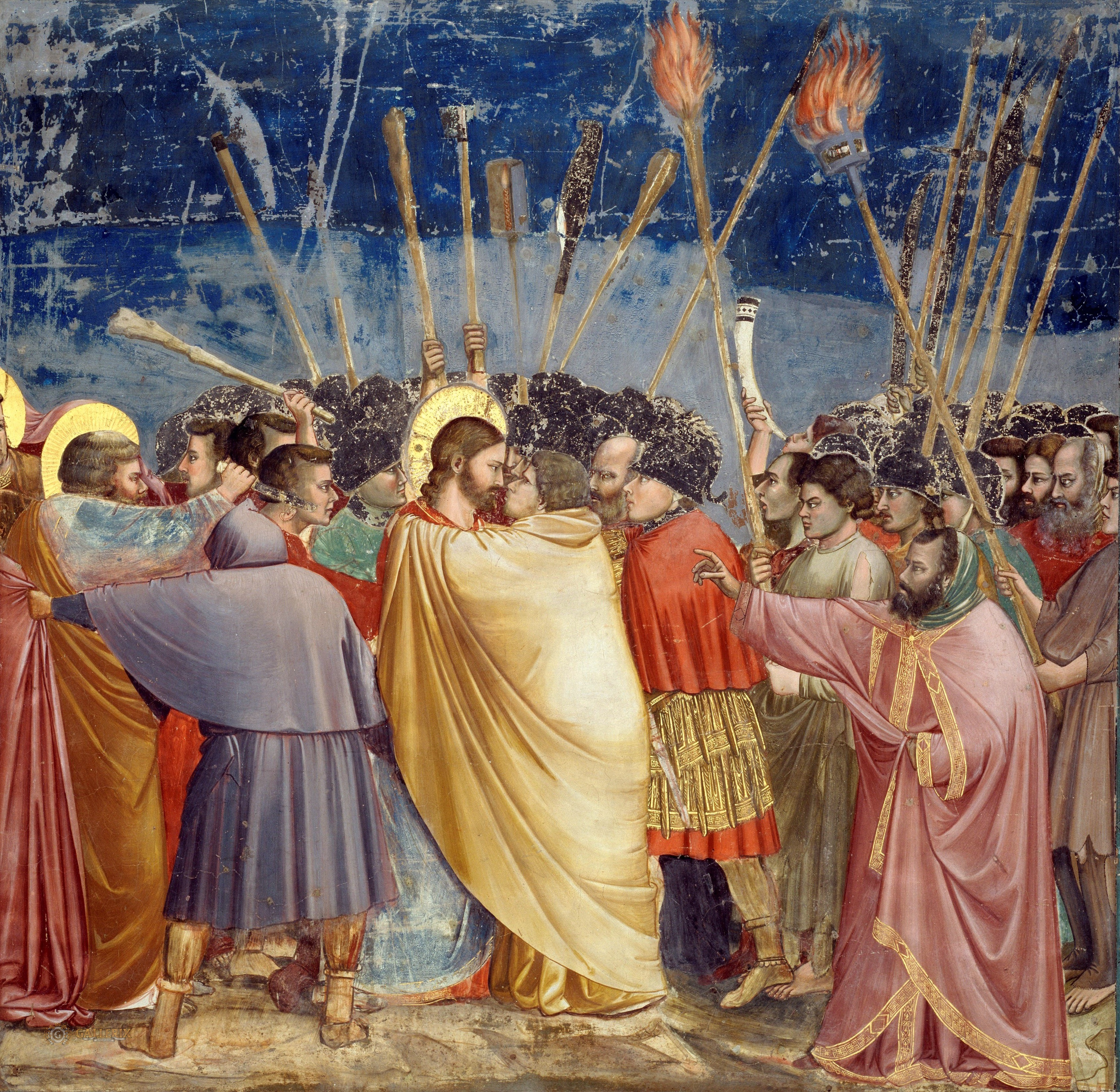
Арест Иисуса и поцелуй Иуды.
(Джотто, Капелла Скровеньи, 1304—1306)

Арест Иису́са Христа́ — описанное в Евангелиях взятие под стражу Иисуса Христа отрядом «воинов и служителей от первосвященников и фарисеев» в Гефсиманском саду после его моления о чаше. Центральным эпизодом сцены ареста выступает поцелуй Иуды, предавшего своего учителя. Арест Иисуса относится в христианстве к числу Страстей Христовых.

## Евангельский рассказ
Об аресте Иисуса Христа сообщают все четыре евангелиста. Синоптические Евангелия повторяют идентичный сюжет за исключением рассказа Марка о нагом юноше. Иоанн Богослов в своём Евангелии описывает арест Иисуса «отчасти сокращено по сравнению с синоптическими Евангелиями, а в других случаях более обстоятельно, указывая на некоторые опущенные у первых евангелистов подробности этих событий».
| Евангелие                | Текст |
| ------------------------ | --- |
| От Матфея (Мф. 26:47-57) | …вот Иуда, один из двенадцати, пришёл, и с ним множество народа с мечами и кольями, от первосвященников и старейшин народных. Предающий же Его дал им знак, сказав: Кого я поцелую, Тот и есть, возьмите Его. И, тотчас подойдя к Иисусу, сказал: радуйся, Равви! И поцеловал Его. <…> В тот час сказал Иисус народу: как будто на разбойника вышли вы с мечами и кольями взять Меня; каждый день с вами сидел Я, уча в храме, и вы не брали Меня. Сие же все было, да сбудутся писания пророков. Тогда все ученики, оставив Его, бежали. А взявшие Иисуса отвели Его к Каиафе первосвященнику, куда собрались книжники и старейшины.                                               |
| От Марка (Мк. 14:43-53)  | …приходит Иуда, один из двенадцати, и с ним множество народа с мечами и кольями, от первосвященников и книжников и старейшин. <…> И, придя, тотчас подошёл к Нему и говорит: Равви! Равви! и поцеловал Его. А они возложили на Него руки свои и взяли Его. <…> Тогда, оставив Его, все бежали. Один юноша, завернувшись по нагому телу в покрывало, следовал за Ним; и воины схватили его. Но он, оставив покрывало, нагой убежал от них. И привели Иисуса к первосвященнику… |
| От Луки (Лк. 22:47-54)   | …появился народ, а впереди его шёл один из двенадцати, называемый Иуда, и он подошёл к Иисусу, чтобы поцеловать Его. <…> Первосвященникам же и начальникам храма и старейшинам, собравшимся против Него, сказал Иисус: как будто на разбойника вышли вы с мечами и кольями, чтобы взять Меня? Каждый день бывал Я с вами в храме, и вы не поднимали на Меня рук, но теперь ваше время и власть тьмы. Взяв Его, повели и привели в дом первосвященника. Пётр же следовал издали. |
| От Иоанна (Ин. 18:3-12)  | Иуда, взяв отряд [воинов] и служителей от первосвященников и фарисеев, приходит туда с фонарями и светильниками и оружием. Иисус же, зная все, что с Ним будет, вышел и сказал им: кого ищете? Ему отвечали: Иисуса Назорея. Иисус говорит им: это Я. Стоял же с ними и Иуда, предатель Его. И когда сказал им: это Я, они отступили назад и пали на землю. Опять спросил их: кого ищете? Они сказали: Иисуса Назорея. Иисус отвечал: Я сказал вам, что это Я; итак, если Меня ищете, оставьте их, пусть идут, да сбудется слово, реченное Им: из тех, которых Ты Мне дал, Я не погубил никого. <…> Тогда воины и тысяченачальник и служители Иудейские взяли Иисуса и связали Его… |

## Связанные сюжеты

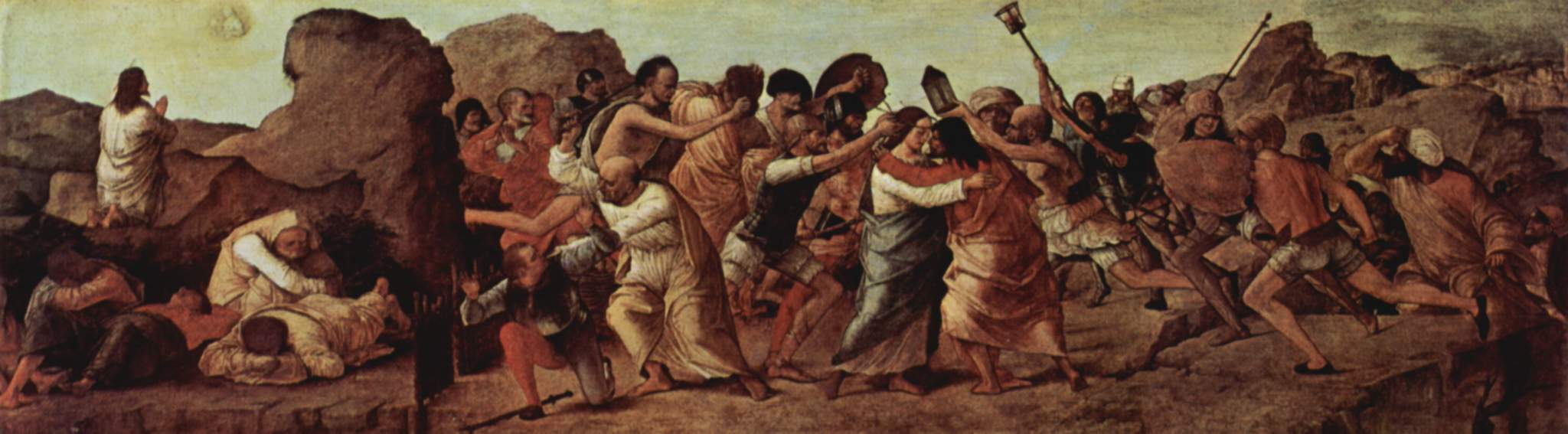
Моление о чаше и взятие Христа под стражу
(Эрколе де Роберти, ок. 1482 года)

- Моление о чаше — ночная молитва Иисуса Христа в Гефсиманском саду перед арестом. В своих молитвах Иисус просил Бога «Отче Мой! если возможно, да минует Меня чаша сия; впрочем не как Я хочу, но как Ты».
- Поцелуй Иуды — условный знак, выбранный Иудой Искариотом, которым он указал пришедшим с ним воинам на Иисуса Христа. О поцелуе Иуды сообщают только Синоптические Евангелия.
- Апостол Пётр отсекает ухо Малху, рабу первосвященника, а Иисус исцеляет его.

## Богословское толкование

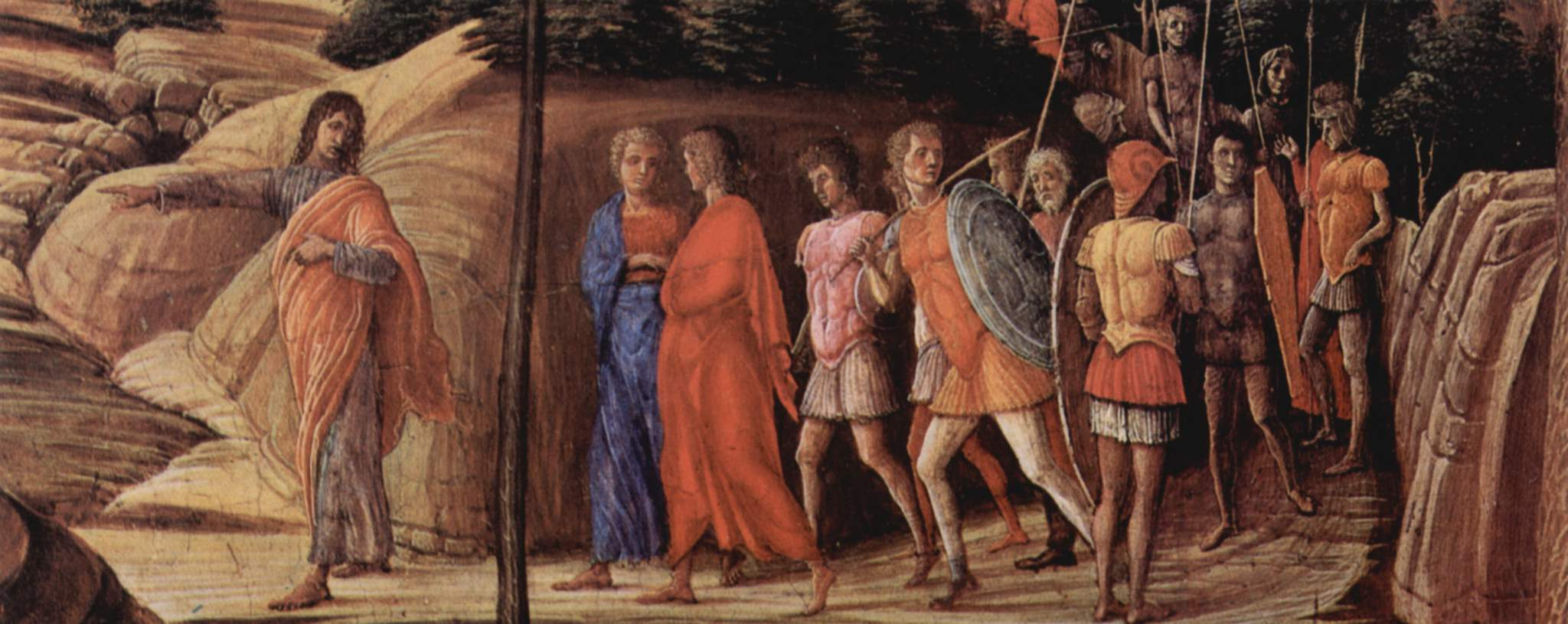
Иуда ведёт воинов в Гефсиманский сад
(Андреа Мантенья, 1455 год)

Синоптические Евангелия, рассказывая об аресте Иисуса, повторяют выражение «один из двенадцати», подчёркивая этим что именно ученик Христа стал предателем своего учителя. Из евангельского рассказа следует, что Иуда шёл во главе отряда римской когорты с тысяченачальником (хилиархом), первосвященнических служителей и рабов. Русский богослов Лопухин А. П. отмечает, что из буквального понимания указания евангелиста Луки следует что при аресте присутствовали и некоторые из иудейских первосвященников и старейшин. Кроме оружия пришедшие имели в руках фонари и светильники, считая, что им потребуется искать Иисуса, который может скрыться в Гефсиманском саду.
В повествовании всех евангелистов Иисус, не скрывался от стражи и, «зная все, что с Ним будет», вышел на встречу толпе и обратился к воинам с вопросом. Иоанн Златоуст особо подчёркивает значимость этого диалога Иисуса с воинами, приводимого в Евангелии от Иоанна, во время которого они «отступили назад и пали на землю»:

Желая вразумить Иуду, Он ослепил пришедших взять Его и сам спросил их: кого ищете (Ин. 18:4). Но они не узнали Его, хотя были с факелами и светильниками и имели с собою Иуду. Потом, когда отвечали: Иисуса, тогда Он сказал им: Аз есмь, егоже ищете; и, обращаясь к Иуде, говорит ему: друже, на сие ли пришёл еси? Таким образом позволил взять Себя тогда уже, когда показал Своё могущество.

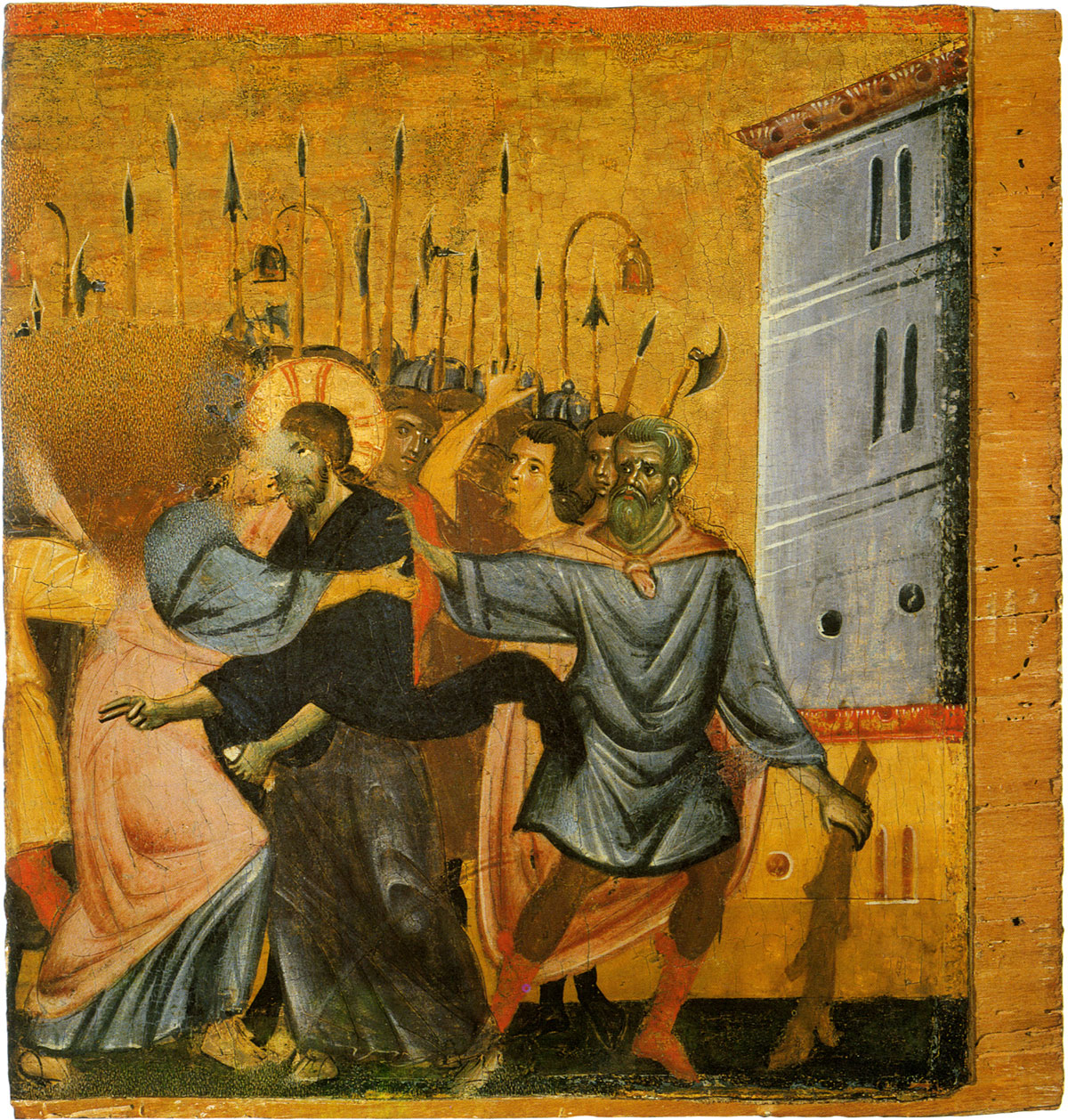
«Поцелуй Иуды»
(Гвидо да Сиена, 1275—1280)

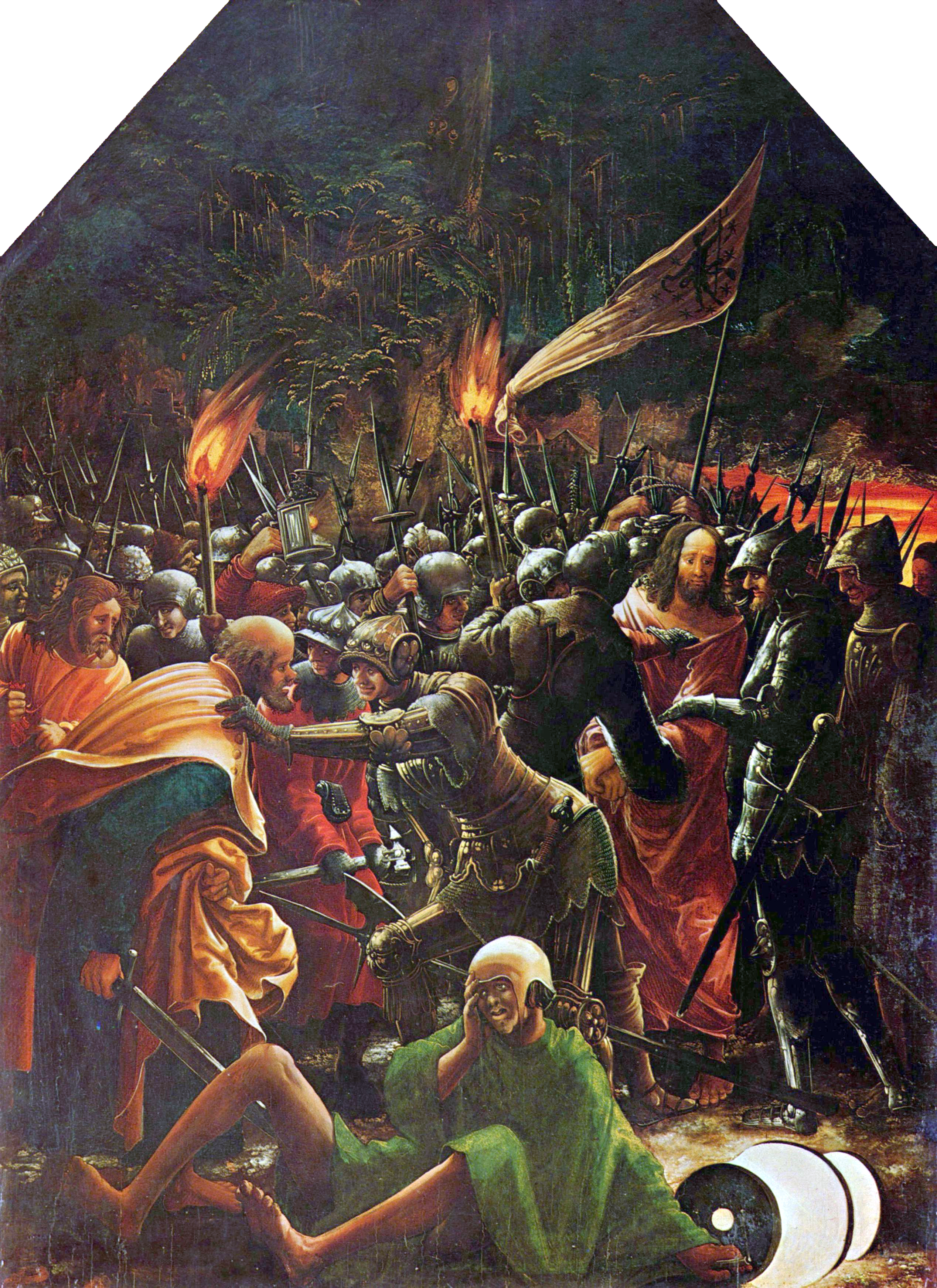
«Арест Иисуса Христа»
(Альбрехт Альтдорфер, ок. 1509—1516)

В рассказе Иоанна Богослова Иисус при своём аресте проявляет заботу о своих учениках, говоря воинам «оставьте их, пусть идут», после этого евангелист добавляет — «да сбудется слово, реченное Им: из тех, которых Ты Мне дал, Я не погубил никого». В качестве причины почему Иисус не хотел чтобы вместе с ним были арестованы апостолы называют, то что они должны были продолжать проповедь и ещё не были готовы к перенесению страданий.
Ученики вначале решили заступиться за Иисуса, все евангелисты сообщают что один из них отсёк мечом ухо рабу первосвященника (евангелист Иоанн пишет, что это сделал Пётр и называет имя раба — Малх). В ответ на это Иисус исцеляет раба (согласно евангелисту Луке) и говорит «возврати меч твой в его место, ибо все, взявшие меч, мечом погибнут», повторяя по мнению Аверкия (Таушева) заповедь, данную Богом после потопа — «Кто прольет кровь человеческую, того кровь прольется рукой человека» (Быт. 9:6).
Затем, по сообщениям Матфея и Марка, ученики Иисуса бежали, а Лука особо сообщает, что апостол Пётр последовал за своим учителем и затем отрёкся от него. У евангелиста Марка содержится упоминание о неком юноше, который «завернувшись по нагому телу в покрывало» следовал за Иисусом, а когда воины попытались схватить его — убежал, оставив покрывало. Поскольку об этом упоминает только апостол Марк, то предполагают, что он передаёт случай, бывший с ним самим.